# Pediculosi del pube
La pediculosi del pube (o ftiriasi del pube) è una condizione patologica caratterizzata dalla presenza di un pidocchio, lo Pthirus pubis, a livello del pube.

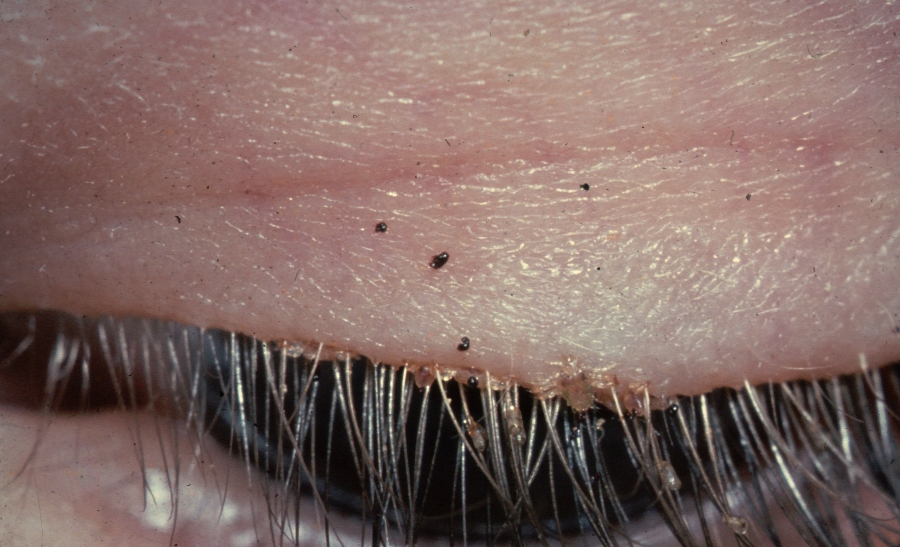
Raro caso di pediculosi delle ciglia. Questi casi sono tipici dei bambini.

## Eziologia e patogenesi
Lo Phthirus pubis, comunemente chiamato piattola per la sua forma schiacciata, è un insetto parassita dell'uomo che infesta le zone coperte da peli. Dopo l'accoppiamento, la femmina di Phthrus pubis depone giornalmente circa 10 uova, chiamate léndini, ancorandole saldamente al fusto del pelo. In seguito all'infestazione, tali parassiti svolgono la loro attività ematofagica provocando il tipico quadro clinico.
La pediculosi del pube può essere trasmessa attraverso il contatto (di tipo sessuale) con soggetti portatori o attraverso l'utilizzo di biancheria infestata. Più raramente, la trasmissione avviene per via indiretta: la piscina, la sauna, la prova di vestiti sono gli esempi più frequenti di trasmissione indiretta.
Dal pube, può diffondersi allo scroto, alle cosce, alla regione perianale e alle ascelle. Benché non si estenda al di sopra del cingolo scapolare, nei bambini la pediculosi può manifestarsi anche nelle ciglia.

## Profilo clinico
Il quadro clinico è dominato dall'intenso prurito nelle zone colpite. Nelle zone di puntura possono inoltre essere evidenziate le macule cerulee, macchie bluastre di pochi millimetri ed intensamente pruriginose.

## Profilo diagnostico
In un contesto anamnestico dominato da prurito in zona pubica, l'esame obiettivo con riscontro di léndini e parassiti ha un valore patognomonico.

## Terapia
Benché le lendini possano essere facilmente eliminate con un pettine a denti stretti in seguito al lavaggio della zona pubica con una soluzione calda contenente acido acetico, la disinfestazione completa avviene solo attraverso l'utilizzo di emulsionanti, shampoo o polveri a base di permetrina, lindano o alcuni petroli sintetici. Tali composti devono essere applicati di nuovo dopo 7-10 giorni dopo il primo trattamento per eliminare i parassiti nati dalla schiusa di eventuali lendini sopravvissute.